# Voo Eastern Air Lines 935
O Voo Eastern Airlines 935 foi um voo comercial regular de passageiros operado pela Eastern Air Lines. Em 22 de setembro de 1981, um jato Lockheed L-1011 TriStar sofreu uma falha de motor não contida que levou à perda de 3 dos 4 sistemas hidráulicos a bordo da aeronave a uma altitude de 10.000 pés (3.000 m). A tripulação conseguiu pousar a aeronave com segurança em um pouso de emergência no Aeroporto Internacional John F. Kennedy com algum uso limitado dos spoilers externos, os ailerons internos e o estabilizador horizontal, além da potência diferencial do motor dos dois motores restantes. Não houve feridos.

## Aeronave
O avião era um Lockheed L-1011 Tristar, prefixo N309EA, equipado com motores turbofan Rolls-Royce RB211-22B. Estava a caminho do Aeroporto Internacional Newark Liberty, em Nova Jérsia, para o Aeroporto Internacional Luis Muñoz Marín, em San Juan, Porto Rico.